# 基尔夫
基尔夫是德国莱茵兰-普法尔茨州的一个市镇。总面积19.14平方公里，总人口834人，其中男性421人，女性413人（2011年12月31日），人口密度44人/平方公里。